# سیارک ۵۸۸۶
سیارک ۵۸۸۶ (به انگلیسی: 5886 Rutger، نامگذاری:1975LR) پنج هزار و هشتصد و هشتاد و ششمین سیارک کشف شده‌است که در ۱۳ ژوئن ۱۹۷۵ کشف شد.